# María Rosa, búscame una esposa
María Rosa, búscame una esposa é uma telenovela venezuelo-peruana exibida em 2000 pela Venevisión.

## Elenco
- Gianella Neyra - Maria Rosa Garcia
- Marcelo Cezan - Rafael Vargas
- Chiquinquirá Delgado - Eva Amador
- Orlando Fundichely - Cortes Miguel
- Rebeca Escribens - Yolanda Garcia
- Orlando Sacha - Garcia Hernan
- Javier Delgiudice - Héctor
- Gabriel Calvo - Federico Forero
- Ana Maria Verela - Libia Cadena
- Marcelo Oxenford - Fidel
- Mirtha Patiño - Perla Muñoz
- Rodrigo Sánchez Patiño - Mario Cortes
- Milagros Lopez - Cristina Cortes
- Omero Cristali - Martin Diaz
- Mabel Duclos - Ana Forero
- Bernie Paz - Gonzalo
- Sol Marín - Juan